# أنوند يعقوب
أنوند يعقوب أو جيمس (بالسويدية: Anund Jakob أنوند ياكوب) كان ملكاً للسويد امتد حكمه من عام 1022 حتى حوالي عام 1050. يُعتقد أنه وُلِد في 25 تموز، إما في عام 1008 أو عام 1010 باسم يعقوب. اعترض الشعب على اسمه غير الإسكندنافي عندما تم انتخابه كحاكمٍ مساعد من الثينج السويدي. ثم قاموا بإعطائه اسم أنوند. يذكر خط الملوك المُلحق بالقانون الويستغوثي أنه كان يُدعى بـ«كولبرينه»(بالسويدية: Kolbränna) أي الجمرة الملتهبة بما أنه كان لديه عادة حرق بيوت خصومه.
كانت أجندته السياسية تشمل الحفاظ على توازن القوى في اسكندنافيا، ولهذا قام بدعم الملكين النرويجيين أولاف الثاني وماغنوس الأول ضد ملك الدنمارك كانوت العظيم خلال عقدي 1020 و 1030. كان أنوند وأولاف في معركة هيلغه-أُو منتصرين أو مهزومين من كانوت.
قام أنوند يعقوب بدعم ماغنوس الأول عندما أصبح ملكاً للدنمارك والنرويج في عام 1042، واستمر هذا الدعم حتى وفاة ماغنوس في سنة 1047. جرت العادة بتأريخ عهد أنوند يعقوب من عام 1022 إلى قرابة عام 1050، ولكن هنالك التباسات كثيرة حول سنة وفاته. من الممكن أنه كان على قيد الحياة في عام 1049، وبالتالي فإن أخوه وخليفته إموند حكم السويد في عام 1060.
هنالك شاعرين معروفين خدما أنوند يعقوب: سيغفاتر توردارسون وأوتار سفارتي.
ملحمة هيرفارار لديها القليل لتخبرنا عن أنوند:
| Önundr hét sonr Óláfs konungs sænska, er konungdóm tók eptir hann ok varð sóttdauðr. Á hans dögum fell Óláfr konungr inn helgi á Stiklastöðum. Eymundr hét annarr sonr Óláfs sænska, er konungdóm tók eptir bróður sinn. | الملك أولاف السويدي كان له ابن يُدعى أُونوند والذي خلفه. مات في فراشه. في نفس اليوم سقط أولاف القديس في ستيكليستاد. أولاف السويدي كان لديه ابن آخر يدعى إيموند، الذي جاء إلى العرش بعد أخيه. |  |

وفقاً لغودموند يوران آدلربيث من الأكاديمية السويدية فإن الملك لم يمضي فترةً بعد 1024 (مثل Jakun ياكون)، أعمى ومرتدٍ حلة ذهبية، قادَ حملةً سويدية شرقاً إلى الجهة الأخرى من بحر البلطيق و قام بتزويد صهره ياروسلاف الأول الحكيم بتعزيزات عسكرية في معركة ضد مستيسلاف فلاديميروفيتش.